# Río Arajtei
El río Arajtei (del ruso: Арахтей) es un río del raión de Vagái del óblast de Tiumén, en Rusia. Es un afluente por la derecha del río Ashlyk, que lo es del río Vagái, que lo es del río Irtish, y este a su vez del río Obi, a cuya cuenca hidrográfica pertenece. Discurre por la Llanura de Siberia Occidental.

## Geografía
Su curso tiene 19 km de longitud. Nace a unos 78 m sobre el nivel del mar, 17 km al sureste de Yurmy para desembocar a 66 m de altura en el Ashlyk, al este de Laimy, a 180 km de su desembocadura en el río Vagái junto a Yermakí.